# Benedicto Ribeiro
Benedicto Ribeiro ( São Pedro, 8 de dezembro de 1924 - São Paulo, 17 de abril de 2002), jornalista brasileiro especializado na área de economia. No período anterior a 1950 foi militante  trotskista, pertencendo ao grupo dirigido, em São Paulo, por Herminio Sacchetta. Dessa ocasião até 1967 foi repórter, redator e editorialista do Diário de S. Paulo, que era um dos principais jornais do grupo Diários Associados, fundado por Assis Chateaubriand. Foi presidente do Sindicato de Jornalistas Profissionais do Estado de São Paulo de 1959 a 1961, concorrendo contra seu colega José de Freitas Nobre, que mais tarde seria deputado federal. Trabalhou na Editora Banas, especializada em economia, como seu presidente, entre 1960 e 1965; a editora pertencia a Geraldo Banas. De 1968 em diante trabalhou na Companhia Cacique de Café Solúvel. Foi o primeiro jornalista a entrevistar o ex-presidente argentino Juan Domingo Perón em seu exílio no Paraguai. Também escreveu uma History of Brazilian Banking.